# Підуст волзький
Підуст волзький (Chondrostoma variabile) — риба родини ялецевих.

## Поширення
Поширений у прісних водах Європи та Азії: басейни Каспію, Емби, Уралу і Волги (з Окою і Камою); також у басейні Чорного моря, в басейні Дону, включно з басейном Сіверського Дінця.
- карта поширення в Україні за Червоною книгою України 2009 [Архівовано 18 березня 2014 у Wayback Machine.]

## Морфологія
Сягає 35 см довжиною.